# پففتاون (کارولینای شمالی)
پففتاون (به انگلیسی: Pfafftown) یک منطقهٔ مسکونی در ایالات متحده آمریکا است که در شهرستان فورسایت، کارولینای شمالی واقع شده‌است. پففتاون ۹٬۵۶۲ نفر جمعیت دارد.